# 가사지마 요시에
가사지마 요시에(일본어: 笠嶋 由恵, 1975년 5월 12일 ~ )는 일본의 은퇴한 여자 축구 선수이다.

## 국가대표팀 경력
그녀는 1999년 AFC 여자 축구 선수권 대회에 참가할 일본 국가대표팀에 발탁되었으며, 11월 8일 태국와의 경기에서 데뷔했다. 2001년 AFC 여자 축구 선수권 대회 준우승, 2002년 아시안 게임 동메달 획득에 기여. 그녀는 2002년까지 국제 A매치 24경기에 출전하여 4득점을 넣었다.

## 통계
| 일본 | 일본 | 일본 |
| 연도 | 출전 | 득점 |
| ---- | ---- | ---- |
| 1999 | 5    | 1    |
| 2000 | 5    | 0    |
| 2001 | 9    | 2    |
| 2002 | 5    | 1    |
| 통산 | 24   | 4    |